# Špan
Špan  je priimek več znanih Slovencev:
- Ante Špan (1929 - 2001), botanik algolog (Split)
- Ivan Špan (1900 - 1976), duhovnik, salezijanec, inšpektor slovenske province (1936-54)
- Izok Špan, podjetnik
- Jan Špan (*1992), košarkar
- Jože Špan (1926 - 2009), kemik, tekstilni tehnolog, univ. profesor
- Ludvik Špan, podjetnik
- Mateja Špan (*1968), arhitektka
- Nika Špan (*1967), likovna večmedijska umetnica, slikarka in kiparka
- Nuša Špan (1901 - 1992), operna pevka (nizek mezzosopran), pevska pedagoginja
- Slavko Špan (1938 - 2021), atlet